# ロッキンチェアー
「ロッキンチェアー」は、日本のロックバンド、THE HIGH-LOWSの6枚目のシングル。1996年12月6日発売。発売元はキティ。

## 内容
- 「ロッキンチェアー」は作詞・作曲：甲本ヒロト。テレビ朝日系のQ99のオープニングテーマ曲であった。
- 2曲目の「夏の朝にキャッチボールを」は2001年に発売されたアルバム『flip flop』に収録されている。
- この楽曲でテレビ朝日系「ミュージックステーション」に初出演している。

その際、メンバーは、楽器は持たずトナカイのキグルミで踊り歌った。

## 収録曲目
| 全編曲: THE HIGH-LOWS。 |                              |            |            |      |
| #                       | タイトル                     | 作詞       | 作曲       | 時間 |
| 1.                      | 「ロッキンチェアー」         | 甲本ヒロト | 甲本ヒロト | 2:52 |
| 2.                      | 「夏の朝にキャッチボールを」 | 真島昌利   | 真島昌利   | 4:34 |
| 合計時間:               | 合計時間:                    | 合計時間:  | 合計時間:  | 7:26 |

## 楽曲解説
1. ロッキンチェアー
テレビ朝日系Q99･オープニングテーマ
『Tigermobile』収録のものとは異なり、演奏が途中でフェードアウトする。
2. 夏の朝にキャッチボールを
もともとは!TOURにて「ハートブレイカー」（ミニアルバム4×5収録）とともにアンコールで演奏された曲であるが、その後川村かおりに楽曲提供という形で日の目を見た。さらに翌年同シングルにセルフカバーという形で収録。